# Amastus thalassina
Amastus thalassina är en fjärilsart som beskrevs av Herrich-Schäffer 1853. Amastus thalassina ingår i släktet Amastus och familjen björnspinnare. Inga underarter finns listade i Catalogue of Life.